# نیکولاس آمر
نیکولاس آمر (انگلیسی: Nicholas Amer؛ زادهٔ ۲۹ سپتامبر ۱۹۲۳ - درگذشته ۱۷ نوامبر ۲۰۱۹) یک هنرپیشه اهل انگلستان بود.

## گزیده فیلمشناسی
| سال  | فیلم                                | نقش                           | توضیحات                    |
| ---- | ----------------------------------- | ----------------------------- | -------------------------- |
| ۱۹۷۷ | محمد رسول‌الله                       | Suheil                        |                            |
| ۱۹۷۷ | شاهزاده و گدا                       | Keeper of the Tower of London |                            |
| ۱۹۷۸ | کاروان‌ها                            |                               | Voice coach to بهروز وثوقی |
| ۱۹۸۲ | قرارداد نقشه‌کش                      | Mr Parkes                     |                            |
| ۲۰۱۱ | دریای آبی عمیق                      | Mr. Elton                     |                            |
| ۲۰۱۱ | بیداری                              | Edgar Hirstwit                |                            |
| ۲۰۱۶ | خانه دوشیزه پرگرین برای بچه‌های عجیب | Oggie                         |                            |